# Grande Prêmio da Comunidade Valenciana de 2019 (MotoGP)
O Grande Prêmio da MotoGP da Comunidade Valenciana de 2019 ocorreu em 17 de novembro.

## Resultados

### Classificação MotoGP
| Pos | Piloto           | Equipe                       | Moto    | Tempo     | Pontos |
| --- | ---------------- | ---------------------------- | ------- | --------- | ------ |
| 1   | Marc Marquez     | Repsol Honda Team            | Honda   | 41'21.469 | 25     |
| 2   | Fabio Quartararo | Petronas Yamaha SRT          | Yamaha  | +1.026    | 20     |
| 3   | Jack Miller      | Pramac Racing                | Ducati  | +2.409    | 16     |
| 4   | Andrea Dovizioso | Ducati Team                  | Ducati  | +3.326    | 13     |
| 5   | Alex Rins        | Team SUZUKI ECSTAR           | Suzuki  | +3.508    | 11     |
| 6   | Maverick Viñales | Monster Energy Yamaha MotoGP | Yamaha  | +8.829    | 10     |
| 7   | Joan Mir         | Team SUZUKI ECSTAR           | Suzuki  | +10.622   | 9      |
| 8   | Valentino Rossi  | Monster Energy Yamaha MotoGP | Yamaha  | +22.992   | 8      |
| 9   | Aleix Espargaro  | Aprilia Racing Team Gresini  | Aprilia | +32.704   | 7      |
| 10  | Pol Espargaro    | Red Bull KTM Factory Racing  | KTM     | +32.973   | 6      |
| 11  | Tito Rabat       | Reale Avintia Racing         | Ducati  | +42.795   | 5      |
| 12  | Mika Kallio      | Red Bull KTM Factory Racing  | KTM     | +45.732   | 4      |
| 13  | Jorge Lorenzo    | Repsol Honda Team            | Honda   | +51.044   | 3      |
| 14  | Karel Abraham    | Reale Avintia Racing         | Ducati  | +1'04.871 | 2      |
| 15  | Hafizh Syahrin   | Red Bull KTM Tech 3          | KTM     | +1'16.487 | 1      |

### Classificação Moto2
| Pos | Piloto                | Equipe                      | Moto      | Tempo     | Pontos |
| --- | --------------------- | --------------------------- | --------- | --------- | ------ |
| 1   | Brad Binder           | Red Bull KTM Ajo            | KTM       | 25'30.766 | 25     |
| 2   | Thomas Luthi          | Dynavolt Intact GP          | Kalex     | +0.735    | 20     |
| 3   | Jorge Navarro         | MB Conveyors Speed Up       | Speed Up  | +1.045    | 16     |
| 4   | Stefano Manzi         | MV Agusta Temporary Forward | MV Agusta | +1.185    | 13     |
| 5   | Jorge Martin          | Red Bull KTM Ajo            | KTM       | +8.066    | 11     |
| 6   | Augusto Fernandez     | FLEXBOX HP 40               | Kalex     | +8.311    | 10     |
| 7   | Xavi Vierge           | EG 0,0 Marc VDS             | Kalex     | +9.922    | 9      |
| 8   | Luca Marini           | SKY Racing Team VR46        | Kalex     | +11.085   | 8      |
| 9   | Fabio Di Giannantonio | MB Conveyors Speed Up       | Speed Up  | +11.739   | 7      |
| 10  | Sam Lowes             | Federal Oil Gresini Moto2   | Kalex     | +12.362   | 6      |
| 11  | Mattia Pasini         | Tasca Racing Scuderia Moto2 | Kalex     | +16.620   | 5      |
| 12  | Dominique Aegerter    | MV Agusta Temporary Forward | MV Agusta | +17.160   | 4      |
| 13  | Jake Dixon            | Inde Angel Nieto Team       | KTM       | +17.595   | 3      |
| 14  | Enea Bastianini       | Italtrans Racing Team       | Kalex     | +17.624   | 2      |
| 15  | Remy Gardner          | ONEXOX TKKR SAG Team        | Kalex     | +17.835   | 1      |
| 16  | Marcel Schrotter      | Dynavolt Intact GP          | Kalex     | +18.090   | 0      |
| 17  | Lorenzo Baldassarri   | FLEXBOX HP 40               | Kalex     | +18.251   | 0      |
| 18  | Joe Roberts           | American Racing KTM         | KTM       | +18.434   | 0      |
| 19  | Marco Bezzecchi       | Red Bull KTM Tech 3         | KTM       | +19.829   | 0      |
| 20  | Andrea Locatelli      | Italtrans Racing Team       | Kalex     | +20.278   | 0      |
| 21  | Tetsuta Nagashima     | ONEXOX TKKR SAG Team        | Kalex     | +20.298   | 0      |
| 22  | Nicolo Bulega         | SKY Racing Team VR46        | Kalex     | +20.362   | 0      |
| 23  | Somkiat Chantra       | IDEMITSU Honda Team Asia    | Kalex     | +20.280   | 0      |
| 24  | Bo Bendsneyder        | NTS RW Racing GP            | NTS       | +25.732   | 0      |
| 25  | Dimas Ekky Pratama    | IDEMITSU Honda Team Asia    | Kalex     | +28.179   | 0      |
| 26  | Philipp Oettl         | Red Bull KTM Tech 3         | KTM       | +28.392   | 0      |
| 27  | Tommaso Marcon        | NTS RW Racing GP            | NTS       | +32.617   | 0      |
| 28  | Xavi Cardelus         | Inde Angel Nieto Team       | KTM       | +37.281   | 0      |
| 29  | Adam Norrodin         | Petronas Sprinta Racing     | Kalex     | +37.410   | 0      |
| 30  | Alex Marquez          | EG 0,0 Marc VDS             | Kalex     | +1'29.344 | 0      |

### Classificação Moto3
| Pos | Piloto              | Equipe                      | Moto  | Tempo     | Pontos |
| --- | ------------------- | --------------------------- | ----- | --------- | ------ |
| 1   | Sergio García       | Estrella Galicia 0,0        | Honda | 25'17.918 | 25     |
| 2   | Andrea Migno        | Mugen Race                  | KTM   | +0.005    | 20     |
| 3   | Xavier Artigas      | Leopard Impala Junior Team  | Honda | +0.180    | 16     |
| 4   | Tatsuki Suzuki      | SIC58 Squadra Corse         | Honda | +0.246    | 13     |
| 5   | Filip Salac         | Redox PruestelGP            | KTM   | +0.328    | 11     |
| 6   | Aron Canet          | Sterilgarda Max Racing Team | KTM   | +3.016    | 10     |
| 7   | Marcos Ramirez      | Leopard Racing              | Honda | +3.032    | 9      |
| 8   | Celestino Vietti    | SKY Racing Team VR46        | KTM   | +9.666    | 8      |
| 9   | Makar Yurchenko     | BOE Skull Rider Mugen Race  | KTM   | +9.747    | 7      |
| 10  | Ai Ogura            | Honda Team Asia             | Honda | +9.859    | 6      |
| 11  | Stefano Nepa        | Reale Avintia Arizona 77    | KTM   | +9.975    | 5      |
| 12  | Can Oncu            | Red Bull KTM Ajo            | KTM   | +10.223   | 4      |
| 13  | Kaito Toba          | Honda Team Asia             | Honda | +10.537   | 3      |
| 14  | Riccardo Rossi      | Kömmerling Gresini Moto3    | Honda | +10.712   | 2      |
| 15  | Jakub Kornfeil      | Redox PruestelGP            | KTM   | +12.661   | 1      |
| 16  | Kazuki Masaki       | BOE Skull Rider Mugen Race  | KTM   | +14.116   | 0      |
| 17  | Romano Fenati       | VNE Snipers                 | Honda | +17.669   | 0      |
| 18  | Tom Booth-amos      | CIP Green Power             | KTM   | +31.008   | 0      |
| 19  | Ayumu Sasaki        | Petronas Sprinta Racing     | Honda | +43.939   | 0      |
| 20  | Albert Arenas       | Valresa Angel Nieto Team    | KTM   | 1 volta   | 0      |
| 21  | Lorenzo Dalla Porta | Leopard Racing              | Honda | 3 voltas  | 0      |

### Classificação MotoE Race 1
| Pos | Piloto           | Equipe                     | Moto     | Tempo     | Pontos |
| --- | ---------------- | -------------------------- | -------- | --------- | ------ |
| 1   | Eric Granado     | Avintia Esponsorama Racing | Energica | 11'49.900 | 25     |
| 2   | Bradley Smith    | One Energy Racing          | Energica | +0.706    | 20     |
| 3   | Matteo Ferrari   | TRENTINO Gresini MotoE     | Energica | +3.213    | 16     |
| 4   | Xavier Simeon    | Avintia Esponsorama Racing | Energica | +6.310    | 13     |
| 5   | Alex De Angelis  | OCTO Pramac MotoE          | Energica | +7.383    | 11     |
| 6   | Niccolo Canepa   | LCR E-Team                 | Energica | +7.732    | 10     |
| 7   | Jesko Raffin     | Dynavolt Intact GP         | Energica | +8.888    | 9      |
| 8   | Joshua Hook      | OCTO Pramac MotoE          | Energica | +9.634    | 8      |
| 9   | Mattia Casadei   | Ongetta SIC58 Squadracorse | Energica | +10.676   | 7      |
| 10  | Mike Di Meglio   | EG 0,0 Marc VDS            | Energica | +10.923   | 6      |
| 11  | Sete Gibernau    | Join Contract Pons 40      | Energica | +12.177   | 5      |
| 12  | Randy De Puniet  | LCR E-Team                 | Energica | +15.569   | 4      |
| 13  | Nicolas Terol    | OpenBank Ángel Nieto Team  | Energica | +15.783   | 3      |
| 14  | Maria Herrera    | OpenBank Ángel Nieto Team  | Energica | +15.821   | 2      |
| 15  | Lorenzo Savadori | TRENTINO Gresini MotoE     | Energica | +16.165   | 1      |
| 16  | Kenny Foray      | Tech 3 E-Racing            | Energica | +21.668   | 0      |

### Classificação MotoE Race 2
| Pos | Piloto           | Equipe                     | Moto     | Tempo     | Pontos |
| --- | ---------------- | -------------------------- | -------- | --------- | ------ |
| 1   | Eric Granado     | Avintia Esponsorama Racing | Energica | 11'52.860 | 25     |
| 2   | Bradley Smith    | One Energy Racing          | Energica | +0.458    | 20     |
| 3   | Hector Garzo     | Tech 3 E-Racing            | Energica | +4.124    | 16     |
| 4   | Alex De Angelis  | OCTO Pramac MotoE          | Energica | +7.003    | 13     |
| 5   | Matteo Ferrari   | TRENTINO Gresini MotoE     | Energica | +7.405    | 11     |
| 6   | Mike Di Meglio   | EG 0,0 Marc VDS            | Energica | +9.475    | 10     |
| 7   | Sete Gibernau    | Join Contract Pons 40      | Energica | +9.513    | 9      |
| 8   | Mattia Casadei   | Ongetta SIC58 Squadracorse | Energica | +10.503   | 8      |
| 9   | Nicolas Terol    | OpenBank Ángel Nieto Team  | Energica | +14.613   | 7      |
| 10  | Jesko Raffin     | Dynavolt Intact GP         | Energica | +14.711   | 6      |
| 11  | Randy De Puniet  | LCR E-Team                 | Energica | +15.202   | 5      |
| 12  | Maria Herrera    | OpenBank Ángel Nieto Team  | Energica | +17.166   | 4      |
| 13  | Lorenzo Savadori | TRENTINO Gresini MotoE     | Energica | +19.552   | 3      |
| 14  | Kenny Foray      | Tech 3 E-Racing            | Energica | +29.432   | 2      |